# Max Rudolf (roer)
Max Rudolf (12. februar 1891 - ukendt dødsår) var en schweizisk roer, olympisk guldvinder og syvdobbelt europamester.
Rudolf vandt en guldmedalje ved OL 1920 i Antwerpen, som del af den schweiziske firer med styrmand, der desuden bestod af hans lillebror Paul Rudolf, Willy Brüderlin, Hans Walter og styrmand Paul Staub. Ved samme OL var han en del af den schweiziske otter, der dog ikke nåede finalen.
Rudolf vandt desuden hele syv EM-guldmedaljer, fire i firer med styrmand og tre i otter.

## OL-medaljer
- 1920:  Guld i firer med styrmand